# Мартин (город)
Ма́ртин (словац. Martin, до 1950 года — Турчански-Свети-Мартин, словац. Turčiansky Svätý Martin, нем. Turz-Sankt Martin, венг. Turócszentmárton) — город в северной Словакии, расположенный у подножья Малой и Велькой Фатры при слиянии рек Турьец и Ваг. Население — около 50 тыс. человек.

## История
Впервые в письменных источниках этот населённый пункт был упомянут в 1284 году, в документах венгерского короля Ласло IV Куна, под названием «villa Sancti Martini» (лат. поместье Святого Мартина). В 1340 году Мартин получил городские права.
Город знаменит прежде всего как столица словацкого национального возрождения. В 1861 году здесь прошло собрание словацкого народа, на котором был принят Меморандум, провозгласивший цели словаков как нации. Результатом собрания стало основание Словацкой матицы (культурной организации словаков) и возникновение трёх словацких гимназий. В 1893 году образован Словацкий народный музей.
30 октября 1918 года Словацкое народное собрание приняло в Мартине Декларацию словацкого народа о присоединении Словакии к Чехословакии.
21 апреля 1944 года словацкие партизаны заняли город и объявили о восстановлении Чехословакии, но после тяжёлых боёв немецкие войска опять захватили Мартин, который был освобождён 11 апреля 1945 года.
В 1949 году в Мартине начал свою работу завод ZŤS Martin, который производил тракторы, а также лицензионные советские танки от Т-34 до Т-72.
В настоящее время Мартин — промышленный центр словацкого Турца.

## Население
| Год:                | 1994   | 2004    | 2014    | 2024     |
| ------------------- | ------ | ------- | ------- | -------- |
| Количество человек: | 60 511 | 59 449  | 56 053  | 50 346   |
| Разница:            |        | −1,75 % | −5,71 % | −10,18 % |

## Достопримечательности
- Ансамбль главной площади
- Словацкий народный музей
- Народное кладбище — пантеон многих выдающихся личностей Словакии.